# روشن (عمارة)
الرَّوشَن (جمع: رواشين) (بالايطالية Abbaino) نافذة رأسية ناتئة، مفتوحة على سطح مائل لإضاءة العلية وتهويتها، وكذلك للوصول إلى السقف نفسه. تتكون من طيات صغيرة تتقاطع مع الطية الرئيسية للسقف.

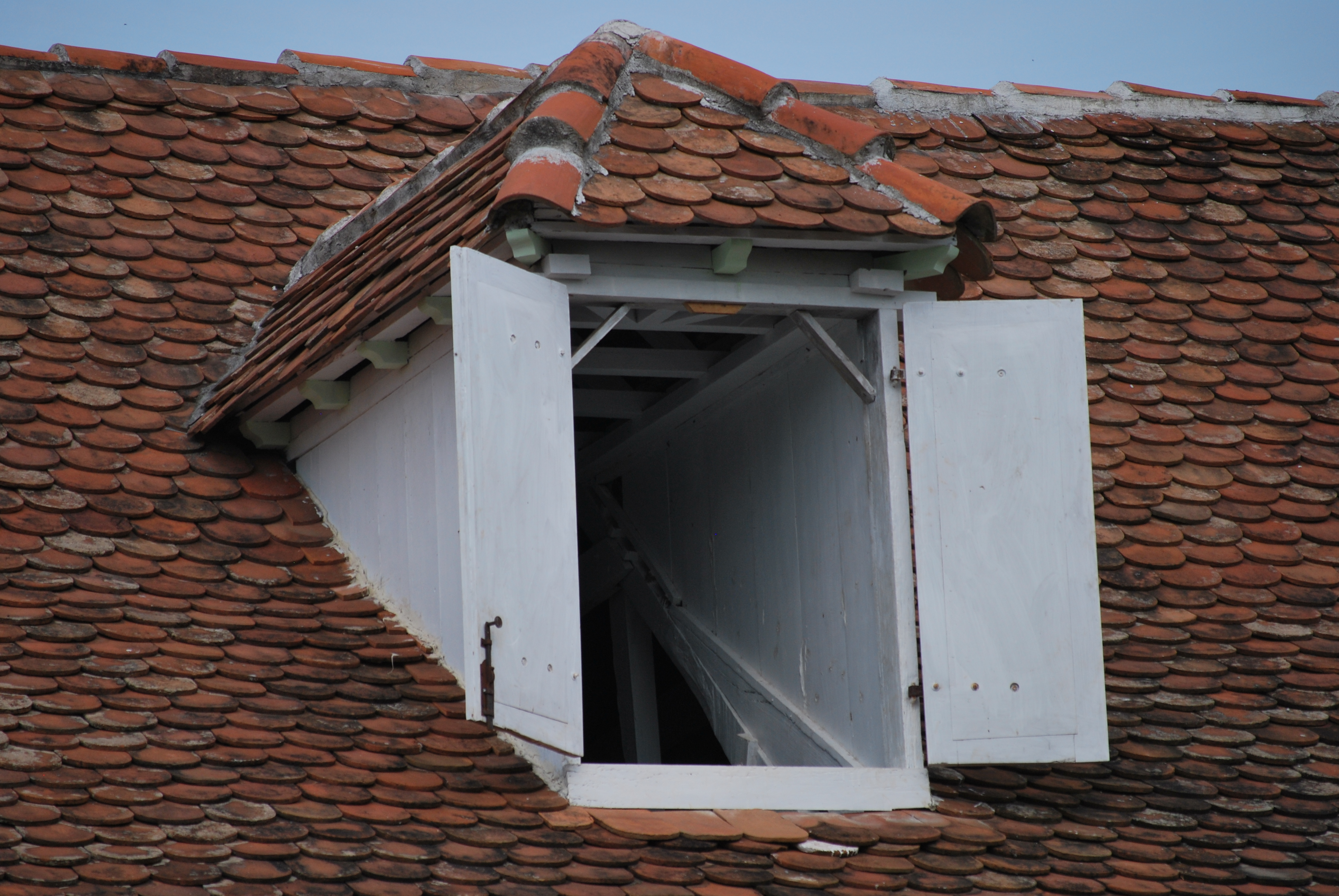
روشن (نافذة العلية) منزل قروي

ويعرف الروشن في قاموس العمارة بالهيكل الرأسي، الذي عادة ما يحتوي على نافذة ، تبرز من سقف مائل ومغطاة بسقف مائل منفصل.